# 第四政党体系
第四政黨體系是1896年至1932年期間美国的政治生態。1890年至1920年的這段時間也被稱為进步时代；1896年至1932年期間爆發第一次世界大战和大蕭條等重要事件。1896年至1932年的大部分時間內，美國的執政黨是共和黨，期間只有1912年美國總統選舉之後的八年內美國由民主黨執政。
第四政党体系時代，美國國內的重要議題有政府對鐵路和大型企業（托拉斯）的監管、貨幣問題（金本位與銀本位）、保護性關稅、勞工工會問題、童工問題、黨派政治中的腐敗、初選制度、聯邦所得稅的引入、參議員的直接選舉、種族隔離、政府效能、婦女選舉權和移民管控。外交政策的議題主要有1898年的美西战争、帝国主义、墨西哥革命、第一次世界大戰和國際聯盟的創建。期间重要的人物有總統威廉·麦金莱（共和黨）、西奥多·罗斯福（共和黨）和伍德罗·威尔逊（民主黨），三届總統選舉候選人威廉·詹宁斯·布莱恩（民主黨）以及來自威斯康辛州的罗伯特·拉福莱特。